# Окмълги (окръг, Оклахома)
Окръг Окмълги (на английски: Okmulgee County) е окръг в щата Оклахома, Съединени американски щати. Площта му е 1818 km², а населението – 39 685 души (2000). Административен център е град Окмълги.